# Mustafa Chokay
Mustafa Chokay (Shokay, Chokay-ogly, Tchokay, Tchokayev, Tchokaïeff ; langue kazakhe : Мұстафа Шоқай (-ұлы) ; langue russe : Мустафа Шока́й, Мустафа Чока́ев ; langue turque : Mustafa Çokay, Mustafa Çokayoğlu), né le 25 décembre 1890 à Akmechit (aujourd'hui Kyzylorda, Kazakhstan et mort le 27 décembre 1941 à Berlin, est un activiste politique et social kazakh, publiciste, penseur, homme de science et homme d'État, idéologue de la lutte pour la liberté et l'indépendance du Turkestan commun.

## Biographie
Mustafa Chokay est né le 25 décembre 1890 à Akmechit (aujourd'hui Kyzyl-Orda) au Kazakhstan, dans une famille aristocratique. Pendant cette période, le statut de famille était évalué en fonction du nombre de bovins et la famille de Mustafa pouvait être considéré comme riche dans leur village. Le grand-père paternel de Mustafa était le Datkha, ce qui signifie en persan « un souhait, une demande, la justice ». Le Datkha était égal à un sultan et avait un titre plus élevé que le bey. Le rôle du grand-père de Mustafa était d'élire le Premier ministre - Datkha du khan de Khiva. Le Datkha ne pouvait se soumettre qu'au Khan et l'aider à gérer le khanat. La mère de Mustafa était Bakty, elle était une intellectuelle qui descendait de Batu Khan. Bakty est bien éduqué et parle l'arabe et le persan.
Mustafa Chokay  vient du Jüz moyenne (horde) de la tribu des Kypchak, du clan Torgai. Avant la révolution d'Octobre de 1917, sa famille et une trentaine de ses proches vivent dans un village. Ils vivent dans des yourtes. Le père de Mustafa a 2 femmes, la mère de Mustafa est sa deuxième. Il a 2 sœurs et 3 frères et est le dernier de la famille. Il y a 15 ans de différence d'âge entre lui et son frère Sadyk. Un autre de ses frères s'appelle Nurtaza. D'après Mustafa lui-même, sa mère lui a appris à lire et à écrire très jeune. À l'âge de 5 ans, il apprend à jouer de la dombra. Mustafa se distingue par le fait qu'il connait toutes les sourates du Coran par cœur. Quand il a 7 ans, son père l'emmène à Akmechit, une école où il étudie en russe. Il ne veut pas y aller, mais son père le convainc. Il commence ainsi ses études à l'école russe, mais il tombe très malade et quitte les études. En 1902, il est admis au gymnase de Tachkent et en 1910, obtient la médaille d'or de l'école après ses études. Le général Alexandre Samsonov, commandant de l'armée russe pendant la Première Guerre mondiale) est opposé à l'or de Mustafa et insiste pour qu'un autre étudiant le gagne. L'or est alors remis à Zeprometov, qui est russe. Le directeur du gymnase de Tachkent n'est pas d'accord et Zeprometov a également déclaré que Chokay devrait remporter la médaille d'or. Les intentions de Samsonov ont provoqué l'indignation non seulement parmi la jeunesse locale, mais également parmi les Russes. Tous les professeurs et intellectuels russes sont alors prêts à se mettre en grève. Cette grève est provoquée par l'administration, montrant le traitement injuste infligé à l'étudiant en faveur des fonctionnaires. Samsonov, qui tente de mettre fin au scandale, propose Mustafa Chokay comme interprète au sein de son administration, mais Chokay refuse et part pour Saint-Pétersbourg, où il entre à la faculté de droit de l'université (1910-1917).
En 1912, le père de Mustafa meurt et les habitants du village lui demandent de rentrer chez lui pour remplacer son père comme juge. 

### Activités à Saint-Pétersbourg
Au cours de ses études à Saint-Pétersbourg, Mustafa Chokay a tenté de protéger non seulement les intérêts de ses compatriotes, mais également la nation kazakhe en entier. Cependant, le 3 juillet 1907, Nicolas II émet un décret privant les peuples autochtones de Sibérie et d'Asie centrale de leurs droits électoraux. Les politiciens et les intellectuels kazakhs continuent à se battre pour les intérêts du peuple. Travaillant à la Douma, Chokay rencontre des politiques musulmans de Russie et devient ami avec Ahmad Zaki Validi, futur président de l'Autonomie bachkire.
Au milieu de la Première Guerre mondiale, le 25 juin 1916, le tsar Nicolas II publie un décret sur la réquisition des étrangers, attirant la population autochtone du Turkestan et de la région des steppes de 19  à   43 ans pour la logistique militaire. Le décret est adopté à l'époque du Ramadan et au plus fort du travail agricole. Après cela, un puissant soulèvement est lancé au Turkestan et dans la région des steppes. Dans les steppes du Kazakhstan, Amangeldy Imanov est à la tête de la rébellion. Des manifestations ont lieu à la Douma d'État. Mustafa Chokay entre dans une commission comme secrétaire et traducteur de la faction musulmane.

### Premiers pas politiques
En 1914, la Première Guerre mondiale commence et Mustafa Chokai, en tant qu'étudiant, entre à la Douma d'État en tant que secrétaire. Il représente la fraction musulmane sur la recommandation d'Alikhan Bukeikhanov. Ses activités politiques officielles commencent en 1917 lorsqu'il est délégué au congrès des musulmans à Moscou. Il est membre du comité du Turkestan du gouvernement provisoire et après est élu président du comité national du Turkestan.

### Émigration
En parcourant la steppe kazakhe et la mer Caspienne, Mustafa Chokay parvient à se rendre en toute sécurité à Bakou, en Azerbaïdjan, puis à Tbilissi, en Géorgie, où il vit avec son épouse deux ans, du printemps 1919 à février 1921. Chokay s'est déplacé en Turquie, parce que l'Armée rouge dirigée par Grigory Ordjonikidze a vaincu l'armée volontaire du général Denikin, capturé le Caucase du Nord, puis l'Azerbaïdjan, l'Arménie. La République démocratique de Transcaucasie est renversée par l'Union soviétique.

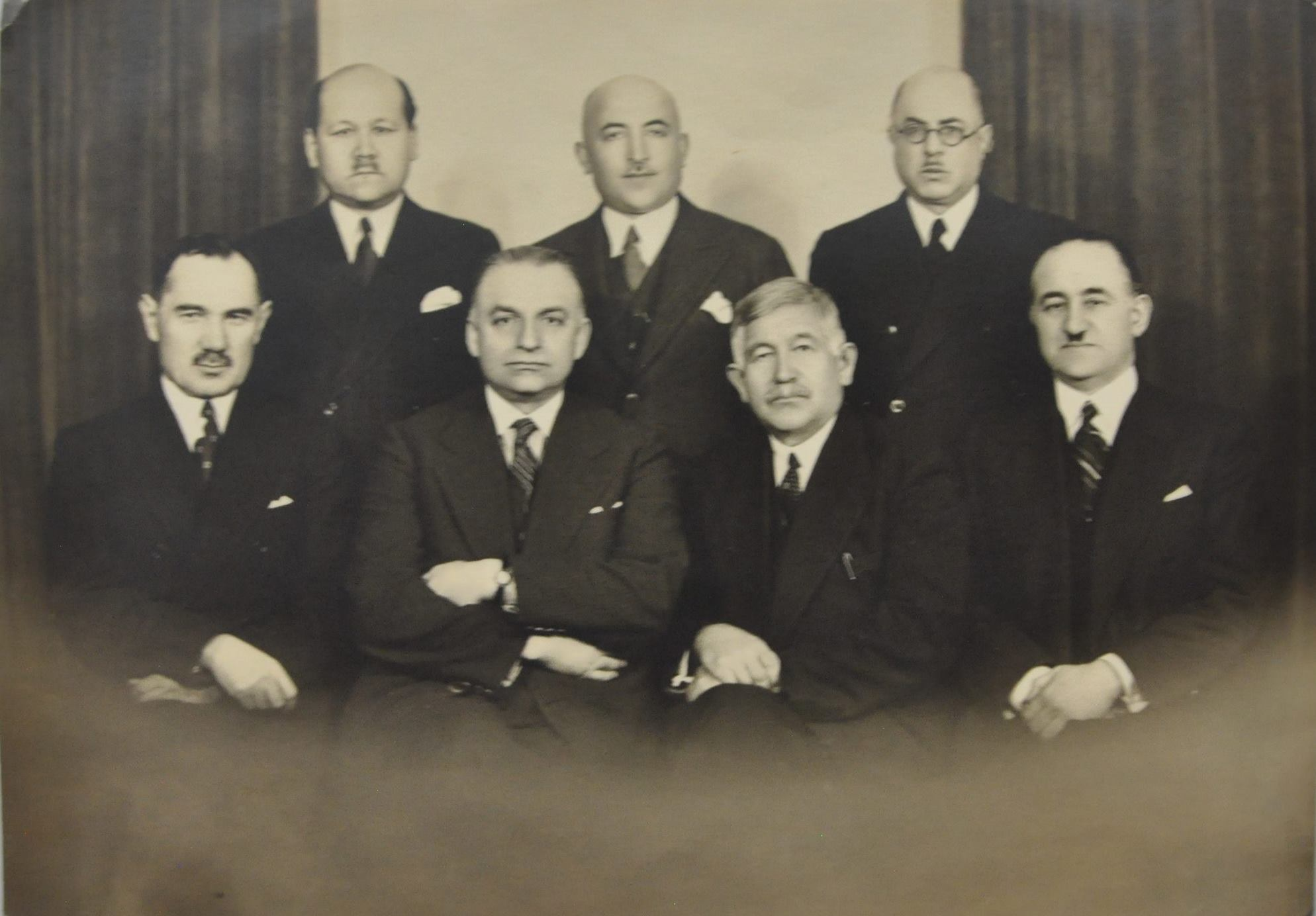
En exil à Varsovie, vers 1936 : Tausultan Shakman, Mustafa bey Vekilov, Mustafa Chokay, Magomed Girei Sunsh, Cafer Seydahmet Kırımer, Ayaz Ishaki et Mohammed Émin Résulzadé.

Après les événements en Transcaucasie, Chokay et sa femme Maria émigrent à Istanbul, en Turquie où Mustafa écrit des articles en anglais, entre autres, pour The Times. Il découvre qu'Alexandre Kerenski a émigré à Paris. Kerensky aide Chokay à obtenir un visa français et à l'été 1921, Mustafa et Maria déménagent à Paris. En 1923, Mustafa et Maria Chokay s'installent à Nogent-sur-Marne.

### Collaboration infructueuse avec les nazis au nom du Turkestan
Le jour de l'attaque du 22 juin 1941 à Paris, les nazis arrêtent tous les émigrants russes connus et les emprisonnent au château de Compiègne.
Trois semaines plus tard, Chokay est emmené à Berlin. Deux semaines plus tard, il reçoit une proposition à diriger la Légion de l'Est, qui doit recruter des prisonniers militaires soviétiques d'ascendance turkmène détenus dans des camps de concentration allemands. Les Allemands comptent sur l'autorité de Mustafa Chokay, mais la Légion a été partiellement reconstituée par des troupes allemandes d'élite ayant déjà combattu contre les troupes soviétiques sur le front oriental, tandis que Chokay est tenu de familiariser les Turkmènes avec la situation de leurs compatriotes dans les camps. 
Mustafa Chokay déclare qu'il est prêt à consentir à être à la tête d'une collaboration qui est portée à la connaissance du chef du parti national-socialiste impérial en matière d’idéologie et de politique étrangère, le général SS Alfred Rosenberg. Il souhaite tirer parti de la collaboration avec les nazis. Adolf Hitler décline toutes les requêtes, car il considère la Légion du Turkestan comme une chair à canon. Par la suite, Chokay écrit une lettre au ministère des Affaires étrangères, Joachim von Ribbentrop. Hitler se rend compte que sa tentative de manipulation de Mustafa Chokay va échouer. Le 22 décembre 1941, Hitler signe un décret pour la création de Turkestan et d'autres légions nationales. À cette époque, Mustafa Chokay est à l'hôpital Victoria à Berlin. Il meurt le 27 décembre 1941. Le rapport officiel déclare qu'il « est mort d'une intoxication par le sang en raison d'une épidémie émergente de typhus ».